# André Strappe
André Strappe (23. februar 1928 – 9. februar 2006) var en fransk fodboldspiller og -træner, der spillede som angriber. Han var på klubplan tilknyttet Lille OSC, Le Havre AC, FC Nantes og SC Bastia, og spillede desuden 23 kampe for det franske landshold. Han var med på det franske hold ved VM i 1954 i Schweiz.
Strappe var efter sit karrierestop træner for SC Bastia, US Tavaux-Damparis og LB Châteauroux

## Titler
Ligue 1
- 1954 med Lille OSC

Coupe de France
- 1953 og 1955 med Lille OSC
- 1959 med Le Havre AC